# Майртуп
Майртуп (рос. Майртуп) — село у Курчалоївському районі Чечні Російської Федерації.
Населення становить 13 589 осіб (2019). Входить до складу муніципального утворення Майртупське сільське поселення.

## Історія
Згідно із законом від 20 лютого 2009 року органом місцевого самоврядування є Майртупське сільське поселення.

## Населення
| 1990    | 2002    | 2010    | 2012    | 2013    | 2014    | 2015    |
| ------- | ------- | ------- | ------- | ------- | ------- | ------- |
| 4732    | ↗10 754 | ↗11 838 | ↗12 093 | ↗12 331 | ↗12 558 | ↗12 815 |
| 2016    | 2017    | 2018    | 2019    |         |         |         |
| ↗12 962 | ↗13 139 | ↗13 395 | ↗13 589 |         |         |         |